# Blériot III
Il Blériot III fu uno dei primi aerei francesi e fu costruito nel 1906 dai pionieri dell'aviazione Louis Blériot e Gabriel Voisin. L'aereo fu in seguito modificato e ribattezzato come Blériot IV ma non riuscì mai a volare in nessuna delle due versioni.

## Progetto e sviluppo

### Blériot III
Il progetto del Blériot III era radicalmente diverso da quello che era allora diventato il tipico progetto per un aeromobile. Il velivolo aveva infatti due grandi ali anulari disposte in tandem e connesse da aste.
Un singolo motore Antoinette V-8 da 24 hp (18 kW), montato trasversalmente sulla parte bassa dell'ala frontale, azionava due eliche trattive controrotanti utilizzando una trasmissione a catena dotata di riduttori, che portavano il numero di giri al minuto da 1 800 a 600. In tutto, il sistema di trasmissione pesava circa 100 kg, costituendo un quarto del peso totale del velivolo. Il sottocarro era costituito da un paio di lunghi galleggianti posti sotto l'ala frontale e da un terzo posto sotto l'ala di poppa.
Blériot e Voisin tentarono di farlo decollare dal lago d'Enghien nel maggio del 1906, ma il velivolo non fu mai in grado di spiccare il volo.

### Blériot IV
Nell'ottobre dello stesso anno i due progettisti apportarono profonde modifiche alla macchina, aggiungendo un timone sulla poppa, sostituendo l'ala chiusa frontale con una più convenzionale doppia coppia di ali a sbalzo, aggiungendo un secondo motore e cambiando le eliche da traenti a spingenti.
L'idrovolante risultante da tutte queste modifiche, avente apertura e superficie alare maggiori, fu battezzato Blériot IV. Dal 12 al 18 ottobre i due costruttori tentarono di far decollare il velivolo dal lago d'Enghien ma, nonostante le modifiche, ogni tentativo andò a vuoto. Essi decisero quindi di sostituire i galleggianti con delle ruote e, il 12 novembre 1906, tentarono di far decollare la macchina dal Parc de Bagatelle, ma il velivolo urtò contro un ostacolo durante la corsa precedente al decollo danneggiandosi irreparabilmente.
Per ironia della sorte, lo stesso giorno, nello stesso luogo, Voisin e Blériot poterono assistere al trionfale decollo del biplano Santos-Dumont 14-bis realizzato da Alberto Santos-Dumont, il quale quel giorno si aggiudicò perfino il premio da 1 000 franchi riservato a chi avesse compiuto il primo volo di almeno 100 metri.
Dopo questo fallimento, la collaborazione tra Voisin e Blériot cessò per un certo periodo ed entrambi preferirono concentrarsi su progetti derivanti esclusivamente dalle loro idee. Voisin fondò la "Appareils d'Aviation Les Frères Voisin" assieme al fratello, mentre Blériot continuò a costruire velivoli sperimentali in collaborazione con diversi altri progettisti.

### Annotazioni
1. ↑  Il lago è oggi nel centro di Enghien-les-Bains, località non distante dall'aeroporto di Parigi-Le Bourget.
2. ↑  Zona situata all'interno del Bois de Boulogne, a Parigi.

### Fonti
1. 1 2 3 4 5  (FR) Jean Devaux e Michel Marani, Les Douze Premiers Aéroplanes de Louis Blériot (PDF), su Hyrdoretro. URL consultato il 23 ottobre 2018.
2. 1 2   Brian A. Elliott, Bleriot: Herald of an Age, Tempus, 2000,  p. 48, ISBN 0-7524-1739-8. URL consultato il 23 ottobre 2018.
3. ↑   Bernardo Malfitano, The 14-Bis, su airshowfan.com. URL consultato il 23 ottobre 2018.
4. ↑   Richard P. Hallion, Taking Flight, Oxford University Press, 2003,  p. 228, ISBN 0-19-516035-5. URL consultato il 23 ottobre 2018.